# Renoncule à feuilles de lierre
Ranunculus hederaceus
Espèce
Classification phylogénétique
La Renoncule à feuilles de lierre (Ranunculus hederaceus) est une espèce de plantes à fleurs de la famille des Renonculacées. C'est une plante herbacée vivace.
Synonyme :
- Batrachium hederaceum (L.) S.F. Gray[1].

Il s'agit d'une plante rampante aux tiges radicantes, aux feuilles réniformes à 3 ou 5 lobes, aux fleurs blanches très petites. Les tiges rampant sur le sol s'enracinent au niveau des nœuds.
On la trouve en Europe occidentale. En France, elle est absente dans le sud-est.